# Сент-Ай
Сент-Ай (фр. Saint-Ail) — коммуна во французском департаменте Мёрт и Мозель, региона Лотарингия. Относится к  кантону Омекур.	

## География
Сент-Ай	расположен в 15 км к северо-западу от Меца. Соседние коммуны: Сен-Мари-о-Шен на севере, Сен-Прива-ла-Монтань на востоке, Верневиль на юге, Батийи и Жуавиль на юго-западе.

## История
В 1809 году к Сент-Ай был присоединён Абонвиль.

## Демография
Население коммуны на 2010 год составляло 360 человек.
| 1962 | 1968 | 1975 | 1982 | 1990 | 1999 | 2010 |
| ---- | ---- | ---- | ---- | ---- | ---- | ---- |
| 223  | 208  | 198  | 233  | 315  | 328  | 360  |